# Ulf Jansson
Pour les articles homonymes, voir Jansson.
Ulf Jansson (né en 1951) est un dessinateur de bande dessinée jeunesse suédois. Il a beaucoup travaillé avec le scénariste Magnus Knutsson.

## Distinction
- 1981 : Diplôme Adamson pour sa contribution à la bande dessinée suédoise
- 1985 : Bourse 91:an